# TIS (порт)
«Трансинвестсервис» (сокращённо ТИС) — украинская компания. Оператор грузовых терминалов в акватории порта Южный (к северо-востоку от Одессы). Также владеет обслуживающей инфраструктурой, включая железнодорожную станцию.

## История
Компания ТИС была основана Алексеем Ставницером и Олегом Кутателадзе в 1994 году.
Компанией был приобретён у государственного предприятия «Лиман» недостроенный причал № 17, изначально предназначенный для импорта фосфоритов. Причал был перестроен из импортного в экспортный и к 1998 году переоборудован для перевалки удобрений.
Позднее компанией ТИС были построены ещё 6 причалов, всего на 2018 год их 8.

## Собственники
Компания ТИС принадлежит сыновьям Ставницера-старшего Андрею Ставницеру и Егору Гребенникову, а также Кутателадзе-старшему и его сыну Виталию.
Оперируемые компанией терминалы «ТИС-Зерно» и «ТИС-Минудобрения» принадлежит предпринимателю Алексею Федорычеву.

## Деятельность
Грузооборот на 2017 год — 26,12 млн тон, что делает ТИС крупнейшей портовой компанией Украины.
Число рабочих мест — 2,3 тысячи.

## Причалы и терминалы
Компания ТИС является оператором следующих терминалов:
- Причал 15 — вспомогательный причал зернового терминала для небольших судов.
- Причал 16 — зерновой терминал «ТИС-Зерно». Достроен в 1999 году, длина — 250 м, глубина — 14 м, годовая пропускная способность — 5.5—6 млн тонн. Ёмкость хранения складов — 370 тыс. тонн. Крупнейший зерновой терминал Чёрного моря.
- Причал 17 — терминал «ТИС-Минудобрения», перевоз удобрений. Длина — 283 м, глубина — 14 метров, годовая пропускная способность — 3.5 млн тонн. Второй по размеру на Украине терминал по перевалке удобрений на экспорт — после Одесского припортового завода.
- Причал 18 — терминал «ТИС-Руда», перевалка железорудного сырья и окатышей. Построен в 2004 году, длина — 250 м, глубина — 15 м, годовая пропускная способность — 5—6 млн тонн. Совместное предприятие «ТИС» и «Ferrexpo» (Полтавский ГОК).
- Причалы 19-20 — угольно-рудный терминал «ТИС-Уголь». Причалы построены в 2008 году, длина — 500 м, глубина — 15 м, ёмкость складов — 1 млн м³, мощность — 12 млн т. Крупнейший на Украине угольно-рудный терминал.
- Причалы 21-22 — контейнерный терминал «ТИС — Контейнерный терминал» или «ТИС-КТ». Причалы построены в 2009 году, длина — 480 м, глубина — 15 м, мощность — 400 тысяч TEU.